# Силіконові вежі
Силіконові вежі (англ. Silicon Towers) — американський трилер 1999 року.

## Сюжет
Чарлі Рід, що працює на велику комп'ютерну корпорацію «Silicon Towers», отримує електронною поштою анонімний лист, з якого дізнається, що «Silicon Towers» нелегально виробляє комп'ютерні чипи, що дозволяють отримувати повний доступ до будь-яких комп'ютерних мереж, включаючи банківські системи. Дізнавшись про витік інформації, Деррік Стар, начальник служби безпеки компанії, намагається усунути непотрібного свідка, але тому вдається врятуватися. Після цього керівництво «Silicon Towers» звинувачує колишнього співробітника в корпоративному шпигунстві, і тепер Чарлі доведеться тікати не тільки від «білих комірців», а й від поліції.

## У ролях
- Деніел Болдуін — Том Неуфілд
- Кендалл Клемент — Бредлі Міллер
- Брайан Деннехі — Том Ворнер
- Бред Дуріф — Елтон
- Тімоті «Тіджей» Джеймс Дрісколл — поліцейський 1
- Джордж «Бак» Флауер — водій вантажівки
- Роберт Гійом — детектив Грін
- Майкл Хелпрін — Райліс
- Стівен Р. Худіс — Ваттс
- Брайан Лестер — технік
- Марен Мейсон — Бет
- Гері Мошер — детектив
- Майкл Малдун — Джон Тадінські
- Томас Мерфі
- Джо Перез — Френк
- Джонатан Квінт — Чарлі Рід
- Ел Сапієнца — Деррік Старк
- Мелінда Сонгер — Лінда
- Лінн Марі Стюарт — господиня
- Майкл Джеймс Томпсон — Ніл